# マリーエンブルク包囲戦 (1410年)
マリーエンブルク包囲戦 (ドイツ語: Belagerung der Marienburg ポーランド語: Oblężenie Malborka)とは、1410年7月26日〜9月19日までの約2カ月間にわたり、ドイツ騎士団国の首都マリーエンブルク（現ポーランド、マルボルク）を、ポーランド王国軍・リトアニア大公国軍が包囲した戦闘のことである。ヴワディスワフ2世率いるポーランド王国軍・ヴィータウタス大公率いるリトアニア大公国軍は、タンネンベルクの戦いにてドイツ騎士団軍に対し圧勝し、その勢いでドイツ騎士団を滅ぼそうと企んでいたものの、マリーエンブルク城はこの攻城戦を見事に耐え抜き、ポーランド・リトアニア軍は第一次トルンの和約にてドイツ騎士団国から小規模の領地を獲得しただけで引き上げることとなった。

## 包囲戦までの経緯
1410年7月、ポーランドとリトアニアの同盟軍はマリーエンブルク制圧を目指しプロイセンに侵攻した。守るドイツ騎士団は、先立つ7月15日のタンネンベルクの戦いで指揮官や兵の大部分が戦死するか捕虜となる大敗を喫しており、その生き残りが各地の砦にこもって連合軍の侵攻を阻もうとした。タンネンベルクで勝利した連合軍が同地に3日間とどまっている間に、ドイツ騎士団のシュヴァイツ（現シフィエチェ）司令官ハインリヒ・フォン・プラウフェンが指揮を執ってマリーエンブルクの防備を固めていた。フォン・プラウフェンはタンネンベルクの戦いには参加していなかったものの、3000人の予備軍を率いてシュヴァイツに待機していた信頼厚い指揮官だった。彼の行動は、タンネンベルクの戦いで戦死した前騎士団総長ウルリッヒ・フォン・ユンキンゲンが万一の際の指揮権の空白を避けるために戦前に与えていた指示によるものだった可能性もあるが、定かではない。ポーランドとリトアニアの連合軍がマリーエンブルクへ向けて進軍を始めると、ホーエンシュテイン（現オルシュティネク）、オスターオーデ（現オストルダ）、クリストブルク（現ジェジゴン）の三城が抵抗なく降伏した。連合軍の進軍速度は遅く、1日に15キロメートルほどしか進まなかった。これがフォン・プラウフェンに防衛体制を整える暇を与えた。後世の歴史家たちは、これがポーランド・リトアニア史上最大級の戦略的失敗であると非難するとともに、その原因について様々な説を唱えている例えばポーランドの歴史家パヴェウ・ヤシェニツァは、ドイツ騎士団を滅亡させた場合にポーランドがその領土のほとんどを獲得することになり、ポーランドとリトアニアの勢力バランスが崩れることを恐れたヴワディスワフ2世が、意図的にドイツ騎士団を延命させたのだと考えている。ただこの説を裏付ける一次資料がないため、証明する手立てが無いのが現状である。

## 包囲戦の経過

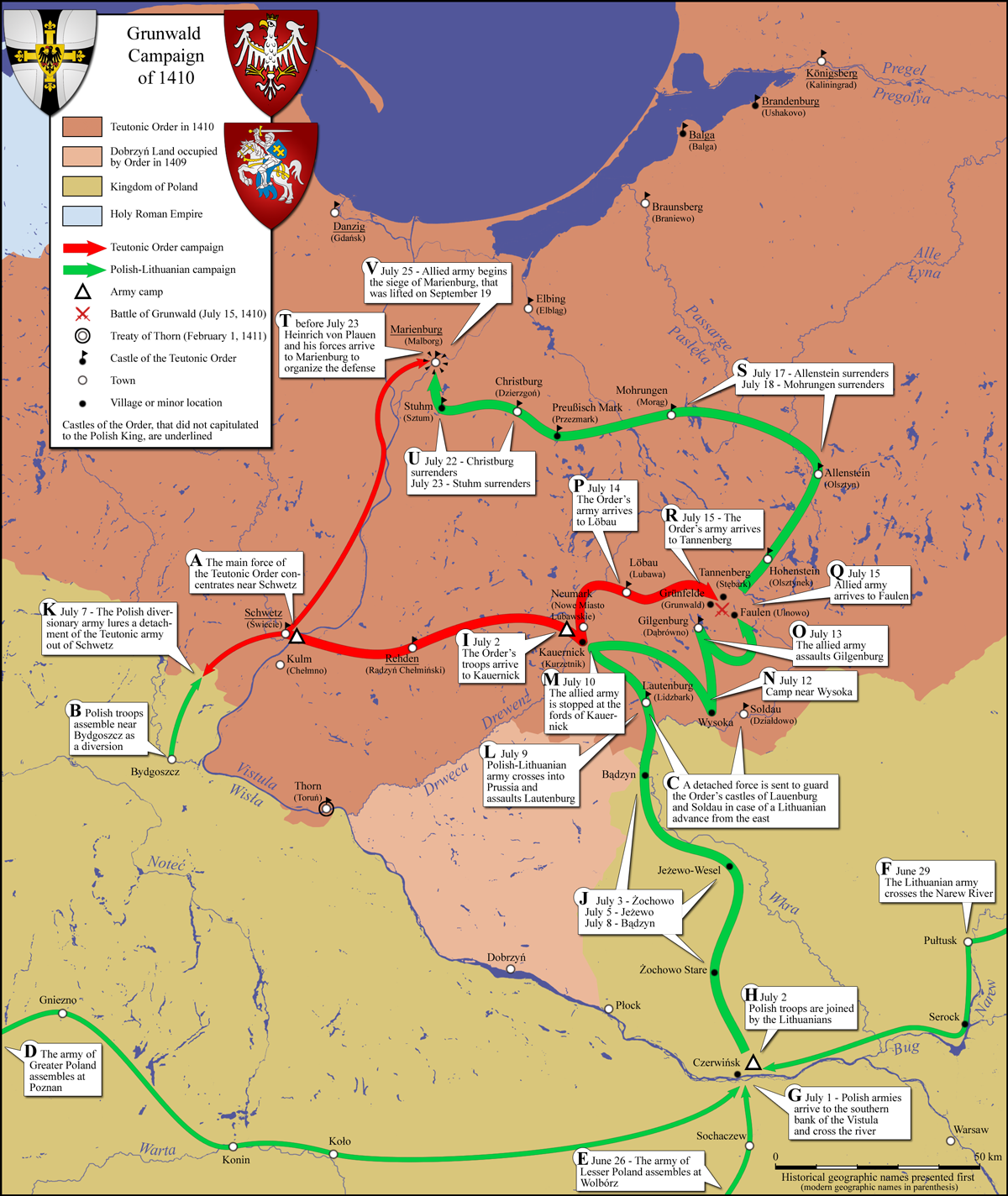
グルンヴァルトとその近辺におけるポーランド・リトアニア軍の移動経過図

ポーランド・リトアニア連合軍は7月26日にマリーエンブルク城に到着した。この日までに、マリーエンブルク城に籠城しているハインリヒ・フォン・プラウフェンは城を取り囲む建物を焼き払い、籠城戦を優位に進めるべく準備をしていた。しかし、ポーランド王は騎士団は壊滅したと思い込んでおり、すでに配下の騎士たちに領地の分配も行なっており、守備兵がいなくなった騎士団の城や砦を少数の部隊を派遣して落とした。そしてこの時すでに、ドイツ騎士団はたった８つの城しか押さえ切れていなかった。連合軍側はハンガリー王国のジギスムント・ボヘミア王国のヴェンツェルに使節を派遣し、援軍を9月末までに派遣するよう約束させた。一方リヴォニア騎士団はリトアニア大公国との三ヶ月間の条約が失効するや否や500人の援軍を派遣してきた。この包囲戦によりポーランド軍を釘付けにすることで、ドイツ騎士団側は領内の各地で軍勢をまとめることができ、また、包囲側も長期の包囲戦を想定しておらず、弾薬不足や士気の低下、ましてや赤痢が軍営で流行り始め、ポーランド・リトアニアの貴族たちは農業のために国に撤退するよう求め始め、傭兵たちは報酬を払うよう急かし始める始末となった。そして遂にリトアニア軍は一番に撤退し始め、自国に帰国した。結局ポーランド軍は9月19日まで城を包囲し、撤退するにあたりマリーエンブルク城の南にに見張りのために砦を建設し、騎士団に圧力をかけ続けようとした。(砦に残したポーランド守備兵は後にドイツ騎士団に後降伏した。)

## その後
ポーランドとリトアニアの連合軍が撤退した後、ドイツ騎士団は奪われていた要塞群を次々と奪回した。10月末には、ポーランドがいったん占領して未だ手中にとどめている城は戦前の国境地帯の四城、すなわちトルン、ネッサウ（現ニェシャヴァ）、レーデン（現ラジン・ヘウミンスキ）、シュトラスブルク（現ブロドニツァ）しか残っていなかったこれに対しヴワディスワフ2世は改めて軍を召集し、10月10日のコロノヴォの戦いで改めてドイツ騎士団に圧勝した。ともあれドイツ騎士団はマリーエンブルク包囲戦時から息を吹き返しており、11月に包囲戦の英雄フォン・プラウフェンをドイツ騎士団総長に選出した。フォン・プラウフェンは戦争の続行を望んでいたが、周囲に説得され和平交渉に入った。1411年2月1日、第一次トルンの和約が調印された。ドイツ騎士団は領土の喪失を最小限に抑える外交的勝利を挙げた。ポーランド側からすれば、マリーエンブルク包囲戦の結果とトルンの和約の内容は、タンネンベルクの戦いでの大勝利のわりに合わないものであった。
後の十三年戦争で、マリーエンブルクは再びドイツ騎士団とポーランドの衝突の場となった。ドイツ騎士団は1454年の包囲戦ではポーランド軍を撃退したものの、3年後の1457年の包囲戦でついに奪取された。